# TCDF
Il 2,3,7,8-tetraclorodibenzofurano, noto anche col termine abbreviato TCDF, è un derivato del dibenzofurano assimilato alla classe di composti definiti diossine. Rappresenta l'analogo furanico della TCDD ed è uno dei più noti e rappresentativi dibenzofurani policlorurati. È un sottoprodotto della sintesi e dell'utilizzo dei policlorobifenili, oltre a essere prodotto anche da altre svariate fonti e processi tecnologici.